# Melitaea fulvocincta
Melitaea fulvocincta är en fjärilsart som beskrevs av Bramson 1910. Melitaea fulvocincta ingår i släktet Melitaea och familjen praktfjärilar. Inga underarter finns listade i Catalogue of Life.